# 아폴로 신드롬
아폴로 신드롬이란 뛰어난 인재들만 모인 집단에서 오히려 성과가 낮게 나타나는 현상을 말한다. 경영학자 메러디스 벨빈이 《팀 경영의 성공과 실패》라는 책을 통해 도입한 용어이다.(국문명 "팀이란 무엇인가",라이프맵 // 영문명 : Management teams : why they succeed or fail.)
1960년대 말부터 약 10년에 걸쳐 영국의 헨리 경영대학에서는 팀(Team)역할이론에 대한 연구를 진행했다. 개인과 팀, 조직의 행동양상을 파악하고 그 결과를 활용하도록 돕기 위한 연구였는데, 현대의 팀 역할이론에 대한 핵심적인 기초를 제공한 연구였다. 이 연구소에서는 다양한 형태의 팀을 구성하고 성과를 평가하였는데, 그 중에는 뛰어난 지능을 가진 사람들로만 구성된 팀이 있었다. 연구자들은 이 팀을 아폴로 팀이라고 명명하고 뛰어난 성과를 기대하며 성과를 분석하였다. 아폴로 우주선을 만드는 일과 같이, 어렵고 복잡한 일일수록 명석한 두뇌를 가진 인재들이 필요한 것처럼 보이지만 실제 사례에서는 뛰어난 자들만이 모인 조직은 정치 역학적인 위험을 가지고 있다는 것이 증명되었다.
서로의 의견이 대립관계에서 시작을 하기 때문에 수긍하는 것 보다는 대립의 관계가 성립되었다..
한번은 아주 코믹한 사람을 팀에 포함 시켰는데 높은 성과를 낼수 있었고..또한번의 성공사례는 지도자 한명이 있을 때 높은 성과를 발휘하게 되었다..
하지만 그 단체는 수동적인 경향이 있었다..  벨빈은 우수 인재 집단(이하 아폴로팀)일수록 높은 성과를 낼 것이라는 가정하에 연구를 진행했으나, 아폴로팀의 전반적인 성과가 별로 우수하지 않은 것으로 나타났다.